# Karolina Skorek
Karolina Skorek (ur. 19 czerwca 1985) – artystka polskiego pochodzenia mieszkająca w Walii w Wielkiej Brytanii, która tworzy surrealistyczne obrazy, łącząc i modyfikując fotografie i inne materiały. Zajmuje się sztuką konceptualną, kreacyjną, komentującą rzeczywistość.
Jej zdjęcia były publikowane w międzynarodowych magazynach takich jak: „Vogue”, „Harper’s Bazaar”, „Tatler Asia”. Były również pokazywane na wystawach w Wielkiej Brytanii, Włoszech, Słowacji czy Stanach Zjednoczonych. 
Skorek urodziła i wychowała się w Sosnowcu. W 2009 roku ukończyła studia na Akademii Sztuk Pięknych we Wrocławiu, uzyskując tytuł magistra w zakresie projektowania szkła. Jej kariera fotograficzna rozpoczęła się, gdy stworzyła serię malarskich fotografii, które były aneksem do jej dyplomu magisterskiego.
Najbardziej znana jest ze swoich fotografii artystycznych, które wyglądają zarówno jak prawdziwe fotografie, jak i obrazy. Jej prace zachęcają do interpretacji postrzegania piękna, melancholii oraz współcześnie rozumianych mitów.
Skorek jest wykładowczynią na Uniwersytecie Glyndwr, gdzie od 2023 roku prowadzi zajęcia ze sztuki cyfrowej na uniwersytetach partnerskich w Tonghua Normal University, oraz na CBVC, Chongqing China.

## Początki kariery
Skorek urodziła się w Sosnowcu 19 czerwca 1985 roku. Jako dziecko uczyła się sztuki, w tym rysowania i malarstwa. W 2005 roku przeniosła się do Wrocławia, gdzie ukończyła studia w Akademii Sztuk Pięknych we Wrocławiu, w której kontynuowała naukę sztuki klasycznej oraz fotografii i projektowania. Po ukończeniu studiów przeniosła się do Walii w Wielkiej Brytanii, gdzie ukończyła studia magisterskie z ilustracji na Uniwersytecie Glyndwr. Po studiach pracowała jako projektantka i ilustratorka cały czas tworząc swoje prace.

## Rozwój kariery
Skorek tworzy swoje obrazy, łącząc fotografie na nowe sposoby, aby stworzyć coś, co wygląda jak prawdziwy obraz, a jednocześnie przypomina w pełni fotografie, często z logicznymi niespójnościami lub scenami ze snu, aby nadać efekt magicznego realizmu, a nawet surrealizmu.
Niektóre gotowe prace są kombinacją „setek oryginalnych fotografii” i surowców, a Skorek spędza dziesiątki godzin najpierw na konceptualizacji pomysłu, naszkicowaniu go i stworzeniu rekwizytów, a następnie na stworzeniu gotowej ilustracji za pomocą oprogramowania do obróbki obrazu, takiego jak jako Adobe Photoshop do cyfrowej zmiany obrazu i zilustrowania pomysłu.
W pracach Skorek widoczny jest wpływ różnych mitologii oraz motywy oniryczne. Jej prace są pełne symboliki i ukrytych znaczeń. Są opiewaniem ludzkiej postaci, piękna, eksploracją światła i cienia.
W 2020 Skorek została jednym z artystów rezydujących w Villa di Geggiano.
W 2022 Karolina Skorek zaczęła tworzyć krótkie formy filmowe, które 14 Lipca 2022 zostały premierowo pokazane na festiwalu filmowym Cinema in the City organizowanym przez FACT Liverpool.
Karolina Skorek zdobyła 23. Nagrodę Julii Margaret Cameron za najlepszy pojedynczy obraz w kategorii profesjonalistów. Ponadto była finalistką Global Art Awards 2021 w kategorii fotografii. 
Skorek prezentowała swoje prace na licznych wystawach indywidualnych i zbiorowych, które były doceniane zarówno w kraju, jak i za granicą.  
“Lux et Umbra”  – cykl ten był prezentowany w galeriach Goldenmark w Opolu i Katowicach, i był obięty patronatem Akademii Sztuk Pięknych we Wrocławiu oraz Prezydenta Miasta Sosnowca. “Viridis Terrae” – najnowsza wystawa indywidualna,  w Muzeum Miejskim w Dzierżoniowie w czerwcu 2024 roku w ramach festiwalu sztuki Kłącze organizowanego przez fundację Prosto do Ucha. 
Prace Karoliny zostały opublikowane i wyróżnione na całym świecie, w tym  pojawienie się jej portretów Sukki Singapora w Singapore Social na Netflix, a także Photo China, Vogue Italia i Wróżka czy Magazyn Wesele. Artystka była również jurorem w prestiżowym konkursie fotograficznym OneEyland Fashion Photography Awards 2021.

## Nagrody i wyróżnienia[27]
| Rok  | Nagroda                                                   | Kategoria                                        |
| ---- | --------------------------------------------------------- | ------------------------------------------------ |
|      |                                                           |                                                  |
| 2020 | The Portrait Masters2020                                  | The “Creative Portrait” Category Winner.         |
| 2020 | WPPI Second Half 2020                                     | Third Place in the Creative Portrait Division    |
| 2020 | World’s Top 10 Fashion Photographers 2020                 | Rank 4 in the World and Rank 1 in United Kingdom |
| 2021 | Siena Photography Awards 2021                             | Commended Image in the Creative Photo Awards     |
| 2021 | The Beautiful Bizarre Art Prize                           | Finalist 2021\| INPRNT Photography Category      |
| 2021 | The Global Art Awards 2021                                | The Finalist of the Photography category         |
| 2021 | 17th Julia Margaret Cameron Award:                        | Category Winner: Fine Art Single Image           |
| 2021 | 17th Julia Margaret Cameron Award:                        | Professional Single Image Runner Up              |
| 2022 | The Portrait Masters2022                                  | The “Movement” Category Winner.                  |
| 2024 | The Portrait Masters2024                                  | The “TEEN & SENIOR PORTRAIT” Category Winner.    |
| 2024 | 23rd Julia Margaret Cameron Award for Women Photographers | Overall Winner PROFESSIONAL SECTION              |
|      |                                                           |                                                  |